# Křepelka
Křepelka je společné pojmenování pro několik rodů hrabavých ptáků z podčeledě koroptve, která je součásti čeledě bažantovitých.

## Rozšíření
Křepelky se vyskytující ve Starém světě, v Austrálii a na Novém Zélandu. Žijí od ryze tropických oblastí např. Nová Guinea, Srí Lanka až po Himálaj. Vyhledávají nejčastěji hustá travnatá a křovinatá území, některé druhy obývají okraje džungle, jiné druhy dávají přednost suchým vysokohorským oblastem nebo dokonce okrajům pouští. V České republice žije křepelka polní.

## Popis
Jsou to plaší, poměrně drobní, zavalití ptáci dosahující délky od 15 do 25 cm. Bývají nevýrazného zbarvení, ani samci nemívají většinou nápadnější šat, výjimkou je u některých doba páření. Mnohé druhy létají poměrně dobře, např. křepelka polní z evropských hnízdišť odlétá před příchodem zimy na sever Afriky. Převážnou část svého života křepelky tráví na zemi, při ohrožení odběhnou se rychle ukrýt do houštin nebo odlétnou. Stravu tvoří semena, mladé rostlinky, bobule a ostatní dostupné plody a různí bezobratlí živočichové které lapají na povrchu nebo larvy vyhrabávané z půdy. Některé denně létají k napajedlům.
V závislosti na druhu žijí buď monogamním životem v párech, nebo v hejnech a teprve krátce před obdobím páření se vytvářejí polygamní harémy, kdy jeden kohoutek si hlídá "své" slepičky. Hnízdo, jen důlek vystlaný suchou trávou a listím, bývá umístěno skrytě v hustém porostu, snůška obnáší až 20 vajec. Na vejcích sedí samička v průměru 17 až 20 dnů. Vylíhlá mláďata jsou od druhého dne schopna samostatně zobat. Dokud nelétají (nemají peří) kvočna se stará o jejich bezpečnost a za chladu je zahřívá, u některých druhů jim přináší vodu v zobáku. Zhruba za tři týdny již létají s dospělými a vytvářejí rodinná hejna.

## Význam
Jsou druhy, které jsou dlouhodobě považovány za lovné. Střílejí se na honech nebo tažné se lapají do sítí. Rozšiřují se také umělé odchovy, převážně křepelky polní, jak pro lahůdkové maso tak i pro vejce (podle některých zdrojů neobsahující cholesterol, což je však mýtus).
Křepelčí vejce obecně po přepočtu na 100 g obsahují více cholesterolu než vejce slepičí, vejce je výrazně menší, tedy relativně jedno vejce obsahuje cholesterolu méně. V tomto bývá veřejnost často nevědomky klamána, ale existuje množství odborné literatury zabývající se touto problematikou.

## Ohrožení
Podle Červeného seznamu IUCN je křepelka ásamská považována za zranitelný druh a křepelka himálajská za kriticky ohrožený druh.

## Taxonomie
Český název křepelka je přiřazen následujícím druhům:
- rod Coturnix Bonnaterre, 1791
  - křepelka černoprsá (Coturnix coromandelica) (Gmelin, 1789)
  - křepelka harlekýn (Coturnix delegorguei) Delegorgue, 1847
  - křepelka japonská (Coturnix japonica) Temminck & Schlegel, 1849
  - křepelka polní (Coturnix coturnix) (Linnaeus, 1758)
  - křepelka rezavohrdlá (Coturnix pectoralis) Gould, 1837
- rod Ophrysia Bonaparte, 1856
  - křepelka himálajská (Ophrysia superciliosa) (J. E. Gray, 1846)
- rod Perdicula Hodgson, 1837
  - křepelka ásamská (Perdicula manipurensis) Hume, 1881
  - křepelka křovinná (Perdicula asiatica) (Latham, 1790)
  - křepelka skalní (Perdicula argoondah) (Sykes, 1832)
  - křepelka pestrá (Perdicula erythrorhyncha) (Sykes, 1832)
- rod Synoicus
  - křepelka proměnlivá (Synoicus ypsilophorus) (Bosc, 1792)
  - křepelka novoguinejská (Synoicus monorthonyx) (van Oort, 1910)
  - křepelka čínská (Synoicus chinensis) (Linnaeus, 1766)
  - křepelka modrá (Synoicus adansonii) (Verreaux, J & Verreaux, É, 1851)
- rod Margaroperdix
  - křepelka madagaskarská (Margaroperdix madagarensis) (Scopoli, 1786)